# Galinsoga quadriradiata
Galinsoga quadriradiata é uma espécie de planta com flor pertencente à família Asteraceae. 
A autoridade científica da espécie é Ruiz & Pav., tendo sido publicada em Systema Vegetabilium Florae Peruvianae et Chilensis 1: 198–199. 1798.

## Portugal
Trata-se de uma espécie presente no território português, nomeadamente em Portugal Continental, no Arquipélago dos Açores e no Arquipélago da Madeira.
Em termos de naturalidade é introduzida nas três regiões atrás referidas.

## Protecção
Não se encontra protegida por legislação portuguesa ou da Comunidade Europeia.